# 3177 Chillicothe
3177 Chillicothe eller 1934 AK är en asteroid i huvudbältet som upptäcktes den 8 januari 1934 av den amerikanske astronomen Henry L. Giclas vid Lowell-observatoriet. Den är uppkallad efter staden Chillicothe i Ohio.
Asteroiden har en diameter på ungefär 15 kilometer.